# Dadianzi (sockenhuvudort i Kina, Liaoning Sheng, lat 40,23, long 119,81)
Dadianzi (kinesiska: 大甸子, Yong’anbao Xiang, 永安堡乡) är en sockenhuvudort i Kina. Den ligger i provinsen Liaoning, i den nordöstra delen av landet, omkring 350 kilometer sydväst om provinshuvudstaden Shenyang. Antalet invånare är 5 601. Befolkningen består av 2 661 kvinnor och 2 940 män. Barn under 15 år utgör 12,0 %, vuxna 15-64 år 71 %, och äldre över 65 år 15,0 %.
Runt Dadianzi är det tätbefolkat, med 636 invånare per kvadratkilometer. Närmaste större samhälle är Lijiabao, 13,6 km söder om Dadianzi. Trakten runt Dadianzi består till största delen av jordbruksmark.
Genomsnittlig årsnederbörd är 835 millimeter. Den regnigaste månaden är juli, med i genomsnitt 208 mm nederbörd, och den torraste är januari, med 3 mm nederbörd.